# Jehye Lee
Jehye Lee (koreanisch 이지혜, * 1986 in Seoul) ist eine südkoreanische Geigerin.

## Leben
Jehye Lee wurde 1986 in Seoul geboren. Mit sieben Jahren begann sie mit dem Geigenspiel. An der Korea National University of Arts studierte sie bei Nam-Yun Kim und erwarb 2002 eine Bachelor. Im Anschluss studierte sie am New England Conservatory of Music in Boston bei Miriam Fried und schloss 2009 mit dem Master ab. Von 2010 bis 2012 studierte sie an der Kronberg Academy bei Ana Chumachenco. Zeitweise war sie an der Münchner Musikhochschule. 2013 wurde sie bisher jüngste Konzertmeisterin bei den Augsburger Philharmonikern. 2014 wurde sie dann Konzertmeisterin der Zweiten Geigen im Symphonieorchester des Bayerischen Rundfunks. 2024 wurde sie Nachfolgerin von Nam-Yun Kim als Professorin an der National University of Arts.

## Preise
- 2009: Leopold-Mozart-Violinwettbewerb Augsburg, Erster Preis, Publikums- und Kammermusikpreis
- 2011: Tschaikowski-Wettbewerb in Sankt Petersburg, Dritter Preis und Kammermusikpreis